# Koruna
Koruna è un comune della Repubblica Ceca facente parte del distretto di Svitavy, nella regione di Pardubice.